# 권농사
권농사(勸農使/劝农使)는 한국과 중국에서 사용하던 관직이다.
한국에서는 1059년 고려에서 처음 설치되었으며, 농업을 권장 업무를 맡는 지방관으로 '권농별감'으로도 불렸다.